# جلسون
— این پیام امضانشده را کاربری نامشخص نوشته‌است.
جرالدو دوس سانتوس جونیور مشهور به جلسون بازیکن برزیلی تیم شهرداری تبریز است که قبلاً در تیم ابومسلم بازی می‌کرد.